# Propyleeën
Met propyleeën (Grieks: Προπύλαια, propylaia, van pro = voor en pylè = poort) wordt bedoeld de monumentale ingang van een heiligdom of ander belangrijk gebouw of gebouwencomplex. Het is een term uit de klassieke oudheid. De Grieken gebruikten de term propylon in het enkelvoud voor een poort aan de ingang van een heiligdom of paleis terwijl het meervoud, propylaeen, gebruikt werd voor een monumentale ingang met verschillende deuren als die van de Akropolis, Eleusis en Epidauros.

## Propyleeën van de Akropolis
De term is in het bijzonder van toepassing op de propyleeën van de Akropolis van Athene. De propyleeën van de Akropolis werden tussen 437 en 432 v.Chr. gebouwd door de architect Mnesicles.
Afgezien van een wereldlijke functie van de ingangspoort, waren de propyleeën waarschijnlijk ook verbonden met de verering van de goden die poorten en ingangen beschermden (Hermes), Propylaios Athene.
Het middelste deel van de propyleeën bestaat uit twee galerijen met zes kolommen, een aan de buitenkant en een die naar de binnenkant van de Akropolis leidt. De galerijen werden gebruikt als toegang voor bezoekers. De offerdieren werden binnengeleid door de middelste opening.
De middelste propyleon werd geflankeerd door twee gebouwen. Het noordelijke is gekend als de Pinacotheque. Moe van de klim konden bezoekers op bedden rusten en de schilderijen bekijken die hier opgehangen waren. Het gebouw dat aan de zuidkant stond was kleiner en het was een deel van de Myceense muur die er nog steeds is.
Na het uitbreken van de Peloponnesische Oorlog in 431 VC werden de propyleeën nooit afgewerkt.

### De Propyleeën – vroeger
De toegang tot de Akropolis is altijd al langs de westkant geweest, zo ver terug zelfs als de Myceense periode. De Akropolis werd onmiskenbaar een godsdienstig centrum in de tijd van Pisistratus. De oude tempels werden gerestaureerd en een indrukwekkende propylon werd gebouwd op de plaats waar de ingang geweest was in voorhistorische tijden. Deze werd in 480 v.Chr. verwoest door de Perzen en enkel een paar sporen van de fundamenten op de helling aan de zuidoost kant van de Mnesicles-propyleeën, blijven over.

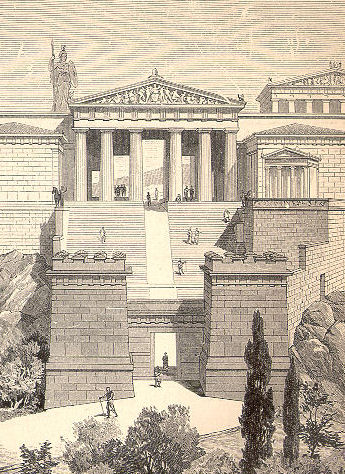
19e-eeuwse reconstructietekening van de Propyleeën